# Амбрим
Амбрим (англ. Ambrym) — острів у Тихому океані в архіпелазі Нові Гебриди. Входить до складу держави Вануату. Посідає п'яте місце за площею серед островів Вануату. Відомий завдяки надзвичайно високій вулканічній активності і лавовим озерам які утворюється від цього. Разом з сусіднім островом Малакула і кількома дрібнішими островами, утворює провінцію Малампа.

## Географія

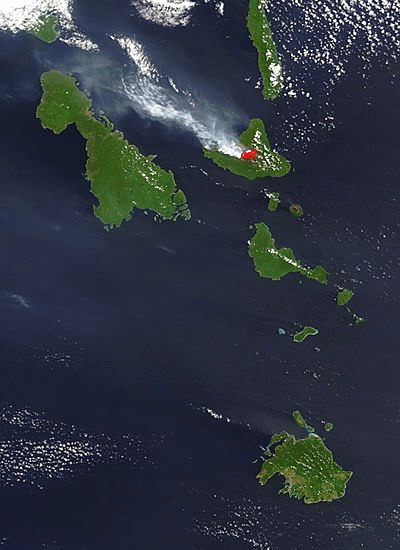
Викид попелу з вулкана Амбрим (фото з супутника, 4 жовтня 2004 року)

Острів Амбрим знаходиться в центральній частині архіпелагу Нові Гебриди і розташований приблизно за 170 км на північ від столиці Вануату, міста Порт-Віла, і приблизно за 1200 км на північний схід від Австралії. Зі східного боку острів омивається Тихим океаном, з інших сторін — Кораловим морем.
Амбрим має характерну трикутну форму. Довжина острова зі сходу на захід становить 43 км, з півночі на південь — 30 км. Амбрим розташований в зоні високої вулканічної активності, де стикаються Тихоокеанська і Австралійська плити літосфери. Сам острів являє собою гігантський щитовий вулкан.
На Амбримі знаходяться два активних вулканічних конуси, Бенбоу та Марум, які досягають висоти до 1300 м. У центрі острова превалює масивна 1900-річна кальдера розмірами 12х8 км, яка вміщує численні кратери; дно кальдери — покрита попелом рівнина, безплідна через природні кислотні дощі. Узбережжя Амбриму вкрите тропічною рослинністю. На значній частині острова висаджені кокосові пальми.
Клімат на Амбримі вологий тропічний. Середньорічна кількість опадів становить близько 2500 мм.

## Історія
Острови Вануату були заселені приблизно 2000 років тому під час міграції населення через Соломонові острови з північно-західної частини Тихого океану і Папуа Нової Гвінеї. Колонізація островів здійснювалася в ході тривалих морських плавань на великих каное, які могли вмістити до 200 чоловік.
Острів Амбрим був відкритий у 1768 році французьким мандрівником Луї Антуаном де Бугенвіль. Через шість років повз острів проплив англійський мореплавець Джеймс Кук. Мандрівник зробив висновок, що острови Пентекост і Амбрим, відкриті Бугенвілем, є самостійними островами (раніше це не було відомо), а на острові Амбрим є два активних вулкани.
У березні 1906 року Амбрим, як і інші острови Нових Гебридів, стали спільним володінням Франції і Британії, тобто архіпелаг отримав статус англо-французького кондомініуму.
30 червня 1980 року Нові Гебриди отримали незалежність від Великої Британії та Франції, і острів Амбрим став територією Республіки Вануату.

## Населення
Чисельність населення острова Амбрим становить 7 275 осіб. Найбільший населений пункт — село Еас. Основне заняття місцевих мешканців — сільське господарство. На Амбримі розвинене плантаційне господарство (вирощують кокосову пальму для виробництва копри).
Основними мовами спілкування на острові є біслама, французька та англійська, хоча також використовуються місцеві мови:
- дакака (600 носіїв у 1983 році; поширена в південній частині острова),
- лонволвол (600 носіїв у 1983 році; поширена в західній частині острова, а також в селі Маат на острові Ефате),
- порт-вато (750 носіїв у 1983 році; поширена в південно-західній частині острова),
- північна амбрим (2850 носіїв в 1983 році; поширена в північній частині острова),
- південно-східна амбрим (1800 носіїв в 1983 році; поширена в південно-східній частині Амбриму; має чотири діалекти)[7].

## Культура
Острів Амбрим має багаті культурні традиції. Наприклад, з 1 вересня по 31 грудня (період зростання ямсу) в північній частині острова заборонено полювати і займатися риболовлею. Широко відомі місцеві танці, а саме, ром. Під час його виконання танцюристи надягають кольорові маски, а сам танець супроводжується грою на там-там, або величезному дерев'яному гонзі.